# Zethes monotonus
Zethes monotonus là một loài bướm đêm trong họ Erebidae.